# ليف تايلر
ليڤ تايلر (بالإنجليزية: Liv Tyler) (1 يوليو 1977) ممثلة أمريكية. لعبت أفضل أدوارها في سلسلة أفلام سيد الخواتم. أمها كانت مغنية وعارضة أزياء في مجلة بلاي بوي، وأبوها هو مغني فرقة أيروسميث الرئيسي ستيفن تايلر.
ظهرت تايلر لأول مره في دور رئيسي في فيلم السقوط الصامت للمخرج بروس بيرسفورد.
وبعده بطولة أخرى في فيلم سجلات إمبراطورية صورت تايلر شخصية نادلة في مطعم محلي في فيلم ثقيل المفضل في مهرجان سنداس عام 1995. استمرت ليڤ في تألقها في سرقة الجمال لـبرناردو برتولوكي واختراع عائلة أبوت، ويوم القيامة وثروة كوكي لـروبرت ألتمان. وعادت مع ألتمان في دكتور تي والنساء مع ريتشارد جير. أما عن دورها في سلسلة سيد الخواتم فقد تم ترشيحها للدور مع بقية الطاقم بعد جلسات اختبار أداء من قبل فريق ممثلي فيلم مسرحي بنقابة ممثلي الشاشة. وتشمل أعمال تايلر الأخرى على العديد من الأفلام مثل : ونيغين بطولة رالف فاينس، وبلونكيت وماكليانى وليلة واحدة في ماكول أمام مات ديلون. وكانت تعمل تايلر في نهاية عملها في الثلاثية على إنتاج الفيلم لـ كيفين سميث ويسمى فتاة جيرسي التي كانت نجمته أمام جينيڤر لوبيز وبن أفليك وقامت شركة ميراماكس بإصدار هذا الفيلم عام 2004. وقامت بالتمثيل في مسلسل الباقون على قناة HBO.

## الأعمال

### أفلام
| السنة | العنوان                      | الدور                    | م.     |
| ----- | ---------------------------- | ------------------------ | ------ |
| 1996  | سرقة الجمال                  | لوسي هارمون              | [ 3 ]  |
| 1998  | أرمجدون                      | غريس ستامبر              | [ 4 ]  |
| 2001  | سيد الخواتم: رفقة الخاتم     | أروين أوندوميل           | [ 5 ]  |
| 2002  | سيد الخواتم: البرجان         | أروين أوندوميل           | [ 6 ]  |
| 2003  | سيد الخواتم: عودة الملك      | أروين أوندوميل           | [ 7 ]  |
| 2004  | فتاة جيرسي                   | مايا                     | [ 8 ]  |
| 2007  | رين أوفر مي                  | الدكتورة أنجيلا أوكهيرست | [ 9 ]  |
| 2008  | الغرباء                      | كريستين ماكاي            | [ 10 ] |
| 2008  | هولك الخارق                  | بيتي روس                 | [ 11 ] |
| 2011  | الحافة                       | شانا                     | [ 12 ] |
| 2012  | روبوت وفرانك                 | ماديسون ويلد             | [ 13 ] |
| 2018  | المتوحشة                     | إلين كوبر                | [ 14 ] |
| 2019  | أد أسترا                     | إيف ماكبرايد             | [ 15 ] |
| 2025  | كابتن أمريكا: عالم جديد شجاع | بيتي روس                 | [ 16 ] |

### مسلسلات
- الباقون (2014–2017)
- 9-1-1: النجم الوحيد (2020)

## روابط خارجية
- ليف تايلر على موقع IMDb (الإنجليزية)
- ليف تايلر على موقع ميتاكريتيك (الإنجليزية)
- ليف تايلر على موقع روتن توميتوز (الإنجليزية)
- ليف تايلر على موقع مونزينجر (الألمانية)
- ليف تايلر على موقع قاعدة بيانات الأفلام العربية
- ليف تايلر على موقع ألو سيني (الفرنسية)
- ليف تايلر على موقع ميوزك برينز (الإنجليزية)
- ليف تايلر على موقع تيرنر كلاسيك موفيز (الإنجليزية)
- ليف تايلر على موقع أول موفي (الإنجليزية)
- ليف تايلر على موقع بوكس أوفيس موجو (الإنجليزية)